# 广西厚膜树
广西厚膜树（学名：Fernandoa guangxiensis）是紫葳科厚膜树属的植物，为中国的特有植物。分布在中国大陆的广西、云南等地，生长于海拔640米的地区，常生长在混交林中，目前尚未由人工引种栽培。
其种加词“guangxiensis”意为“广西的”。

## 别名
牛尾树（广西）